# Americi(III) perhenat
Americi(III) perhenat là một hợp chất vô cơ có công thức hóa học Am(ReO4)3. Hợp chất này tồn tại dưới dạng là một chất rắn màu trắng, tan được trong nước. Am(ReO4)3 có tính phóng xạ.

## Điều chế
Am(ReO4)3 có thể được điều chế bằng cách cho AmO2 tác dụng với HReO4 hoặc cho AmO2 tác dụng trực tiếp với Re2O7 trong không khí ở nhiệt độ 400 °C (752 °F; 673 K).

## Cấu trúc
Am(ReO4)3 kết tinh trong hệ tinh thể lục phương, các hằng số mạng tinh thể a = 10,11 Å, c = 6,26 Å, cùng cấu trúc với Eu(ReO4)3 và Gd(ReO4)3.

## Tính chất
Am(ReO4)3 bị phân hủy ở 850 °C (1.560 °F; 1.120 K) và là muối perhenat họ Actini kém bền nhất.